# ユニック
ユニック（Unic）は、かつて存在したフランスの自動車メーカーである。現在は、フィアットグループに属するイヴェコグループの一員であり、社名はイヴェコ・フランスS.A.（Iveco France S.A.）となっている。本社所在地はパリ郊外のヴァル＝ド＝マルヌ県ボアシー・サン・レジェ。
第一次世界大戦では、ユニック製の車両からなる部隊がマルヌ会戦に参加した。日本の古河ユニックと提携していた。なお、ユニックとも呼ばれるフランスの銃器メーカーのユニーク（Unique）とは無関係である。

## 沿革
- 1906年 - 設立。
- 1966年 - フィアットグループに加わった。
- 1975年 - フィアットの大型車両部門、Officine Meccaniche (OM)、ランチア、マギルスとともに、共同持株会社イヴェコを設立。
- 1992年 - 社名がイヴェコ・フランスS.A.になった。